# Ute & Friedemann
Ute & Friedemann (heute oft: Ute & Friedemann Rink) war ein Liedermacher-Duo bestehend aus dem Ehepaar Ute und Friedemann Rink, das in den 1970er und 1980er aktiv war und aus dem später die Familiengruppe Die Rinks wuchs.

## Geschichte
Ute und Friedemann lernten sich am Silvesterabend zu 1975 kennen. Nach anfänglichen Bemühungen, eine Band zusammenzuhalten, entschieden sie sich, als Duo weiterzumachen. Beim ersten christlichen Musikkongress Jubila 1975 in Böblingen gewannen Ute & Friedemann mit ihrem Titel Du kannst ihm vertrauen den ersten Preis im Talentwettbewerb. Einen weiteren ersten Platz erhielt ihr Lied Da war so vieles bei der ERF-Talentbörse des Evangeliums-Rundfunks. Im Dezember 1975 heiratete das Paar. 1976 traten Ute & Friedemann auf der Abschlussveranstaltung des ersten Christival vor tausend Zuhörern auf. Nach etwa 200 absolvierten Konzerten begann das Ehepaar an einem ersten Album zu arbeiten. Produziert von Helmut Jost erschien das Debüt Ein kleines Dorf kurz vor der Geburt ihres inzwischen dritten Kindes, sodass Konzerttätigkeit zunächst reduziert werden musste. Mit Veröffentlichung des zweiten Albums Fliegen lernen bei Gerth Medien 1983 begann das Duo allerdings wieder vermehrt aufzutreten. Der Titel Liegt es wirklich an uns alleine belegte wochenlang den ersten Platz der Liederliga des Evangeliums-Rundfunks. Mit wachsender Familie entstanden erste Kinderlieder sowie Familienkonzerte gemeinsam mit den Kindern als Die Rinks, bis schließlich das Ehepaar nur noch Kindermusik machte. Nachdem die Kinder heute erwachsen und verheiratet sind, gibt das Ehepaar wieder Konzerte als Duo. 2019 veröffentlichen Ute und Friedemann nach 36 Jahren erstmal wieder ein eigenes Duo Album Wegbegleiter mit 12 Liedern, das im eigenen Musiklabel Wolkentheater erschienen ist.

## Diskografie
- Ein kleines Dorf. (1982)
- Fliegen lernen. (1983)
- Wegbegleiter (2019)

Kompilationen
- Lord-Report, Vol. 3. (1985)
- Herzensgrüße vom Himmel. (2014)